# Teenage Mutant Ninja Turtles: L'Ultimo Ronin
Teenage Mutant Ninja Turtles: L'Ultimo Ronin è una miniserie a fumetti ideata da Peter Laird e Kevin Eastman e pubblicata dalla IDW Publishing.
Ambientata in un futuro alternativo, denominato Roninverse, si focalizza sull'ultima tartaruga ninja sopravvissuta, in cerca di vendetta per la morte della sua famiglia.

## Storia editoriale
Nel Dicembre 2019 è annunciata la pubblicazione di un nuovo progetto per la metà del 2020 ufficializzato poi ad Aprile. La storia, scritta da Kevin Eastman e Tom Waltz il quale ha contribuito ad aggiornarla, si basa su un'idea concepita nel 1987 dai due autori originali tanto che lo stesso Peter Laird viene accreditato tra i soggettisti nonostante non abbia partecipato alla sua realizzazione. Andy Kuhn era stato scelto come disegnatore per poi essere sostituito da Esau e Isaac Escorza con la collaborazione di Ben Bishop che realizza le sequenze ambientate nel passato.
La decisione di rendere Michelangelo il protagonista è stata presa da Eastman e Waltz e quando gli è stato chiesto come mai quest'ultimo rispose così:
(Tom Waltz)
Annunciata nel Luglio 2022, nel 2023 è stata pubblicata una miniserie prequel/sequel intitolata Teenage Mutant Ninja Turtles: The Last Ronin - Lost Years che segue l'allenamento di Michelangelo in vista del confronto con Hiroto intervallata dalla tutela di Casey Marie Jones della nuova generazione di Tartarughe Ninja. Eastman Waltz ritornano alla scrittura con S.L. Gallant come disegnatore affiancato da Ben Bishop nella rappresentazione delle sequenze dedicate a Casey Marie. Uno speciale di Lost Years è stato pubblicato nel Luglio 2023 e nello stesso mese venne annunciata anche una nuova miniserie, sempre scritta da Eastman e Waltz, cronologicamente successiva agli eventi delle precedenti incentrata sulla nuova generazione di TMNT in difesa di New York al fianco della loro sensei, intitolata Teenage Mutant Ninja Turtles: The Last Ronin II - Re-Evolution. Ai disegni tornano i fratelli Escorza e Ben Bishop.

## Trama
Dopo aver perso i suoi fratelli (uno ucciso da Karai, un altro ucciso da un'esplosione e un altro ancora da un agguato insieme al maestro Splinter), l'ultima tartaruga sopravvissuta decide di compiere un seppuku per ricongiungersi con loro nel regno degli spiriti ma viene fermato dai fantasmi dei suoi fratelli che lo spingono a vendicare la loro morte. La tartaruga, ribattezzatasi "l'Ultimo Ronin", si dirige verso il palazzo del Clan del Piede, che attualmente è guidato da Oroku Hiroto, figlio di Karai nonché nipote di Shredder. Una volta arrivato, il Ronin uccide i ninja uno per uno finché non si scontra direttamente con Hiroto che per l'occasione indossa un'armatura vagamente somigliante a quella di Shredder. Dopo una dura battaglia il Ronin ha la meglio. In seguito torna a casa, consapevole di poter vivere una vita nuovamente serena.

## Personaggi
- L'ultimo Ronin: l'unico sopravvissuto delle originali tartarughe mutanti deciso a vendicare la morte dei suoi fratelli e del loro maestro contro il Clan del Piede e il loro capo.
- April O'Neil: storica alleata delle Tartarughe Ninja.
- Casey Marie Jones: figlia di April e Casey Jones.
- Odyn, Moja, Uno, e Yi: la nuova generazione di Tartarughe Ninja.
- Oroku Hiroto: capo del Clan del Piede, nipote di Shredder.
- Karai: figlia di Shredder e madre di Hiroto.

## Pubblicazioni
| Data           | TItolo           | TItolo                   | Soggetto                    | Sceneggiatura              | Disegni                                                  | Colori               | Copertina                                             | Edizione italiana                                                               | Data italiana |
| -------------- | ---------------- | ------------------------ | --------------------------- | -------------------------- | -------------------------------------------------------- | -------------------- | ----------------------------------------------------- | ------------------------------------------------------------------------------- | ------------- |
| Ottobre 2020   | The Last Ronin   | Wish for Death           | Kevin Eastman e Peter Laird | Kevin Eastman e Tom Valzer | Kevin Eastman, Esau e Isaac Escorza, Ben Bishop          | Luis Antonio Delgado | Esau e Isaac Escorza (colori di Luis Antonio Delgado) | Teenage Mutant Ninja Turtles: L'Ultimo Ronin (Panini Comics)                    | Giugno 2023   |
| Febbraio 2021  | The Last Ronin   | First to Fall            | Kevin Eastman e Peter Laird | Kevin Eastman e Tom Valzer | Kevin Eastman, Esau e Isaac Escorza, Ben Bishop          | Luis Antonio Delgado | Esau e Isaac Escorza (colori di Luis Antonio Delgado) | Teenage Mutant Ninja Turtles: L'Ultimo Ronin (Panini Comics)                    | Giugno 2023   |
| Maggio 2021    | The Last Ronin   | Fight or Flight          | Kevin Eastman e Peter Laird | Kevin Eastman e Tom Valzer | Kevin Eastman, Esau e Isaac Escorza, Ben Bishop          | Luis Antonio Delgado | Esau e Isaac Escorza (colori di Luis Antonio Delgado) | Teenage Mutant Ninja Turtles: L'Ultimo Ronin (Panini Comics)                    | Giugno 2023   |
| Settembre 2021 | The Last Ronin   | Blood in Snow            | Kevin Eastman e Peter Laird | Kevin Eastman e Tom Valzer | Kevin Eastman, Esau e Isaac Escorza, Ben Bishop          | Luis Antonio Delgado | Esau e Isaac Escorza (colori di Luis Antonio Delgado) | Teenage Mutant Ninja Turtles: L'Ultimo Ronin (Panini Comics)                    | Giugno 2023   |
| Aprile 2022    | The Last Ronin   | The Last Ronin           | Kevin Eastman e Peter Laird | Kevin Eastman e Tom Valzer | Kevin Eastman, Esau e Isaac Escorza, Ben Bishop          | Luis Antonio Delgado | Esau e Isaac Escorza (colori di Luis Antonio Delgado) | Teenage Mutant Ninja Turtles: L'Ultimo Ronin (Panini Comics)                    | Giugno 2023   |
| Gennaio 2023   | The Lost Years   | The Lost Years           | Kevin Eastman e Tom Valzer  | Kevin Eastman e Tom Valzer | Kevin Eastman, S.L. Gallant, Ben Bishop                  | Luis Antonio Delgado | Ben Bishop                                            | Teenage Mutant Ninja Turtles - L'Ultimo Ronin: gli Anni Perduti (Panini Comics) | Ottobre 2024  |
| Marzo 2023     | The Lost Years   | The Lost Years           | Kevin Eastman e Tom Valzer  | Kevin Eastman e Tom Valzer | Kevin Eastman, S.L. Gallant, Ben Bishop                  | Luis Antonio Delgado | S.L. Gallant                                          | Teenage Mutant Ninja Turtles - L'Ultimo Ronin: gli Anni Perduti (Panini Comics) | Ottobre 2024  |
| Aprile 2023    | The Lost Years   | The Lost Years           | Kevin Eastman e Tom Valzer  | Kevin Eastman e Tom Valzer | Kevin Eastman, S.L. Gallant, Ben Bishop                  | Luis Antonio Delgado | S.L. Gallant                                          | Teenage Mutant Ninja Turtles - L'Ultimo Ronin: gli Anni Perduti (Panini Comics) | Ottobre 2024  |
| Giugno 2023    | The Lost Years   | The Lost Years           | Kevin Eastman e Tom Valzer  | Kevin Eastman e Tom Valzer | Kevin Eastman, S.L. Gallant, Ben Bishop                  | Luis Antonio Delgado | S.L. Gallant                                          | Teenage Mutant Ninja Turtles - L'Ultimo Ronin: gli Anni Perduti (Panini Comics) | Ottobre 2024  |
| Agosto 2023    | The Lost Years   | The Lost Years           | Kevin Eastman e Tom Valzer  | Kevin Eastman e Tom Valzer | Kevin Eastman, S.L. Gallant, Ben Bishop                  | Luis Antonio Delgado | S.L. Gallant                                          | Teenage Mutant Ninja Turtles - L'Ultimo Ronin: gli Anni Perduti (Panini Comics) | Ottobre 2024  |
| Luglio 2023    | Lost Day Special | Lost Day Special         | Kevin Eastman e Tom Valzer  | Kevin Eastman e Tom Valzer | Freddie E. Williams II, Esau e Isaac Escorza, Ben Bishop | Luis Antonio Delgado | Ben Bishop                                            | Teenage Mutant Ninja Turtles - L'Ultimo Ronin: gli Anni Perduti (Panini Comics) | Ottobre 2024  |
| Marzo 2024     | Re-Evolution     | Red Skies at Dawn        | Kevin Eastman e Tom Valzer  | Kevin Eastman e Tom Valzer | Esau e Isaac Escorza, Ben Bishop                         | Luis Antonio Delgado | Esau e Isaac Escorza                                  | Inedito                                                                         | n/a           |
| Giugno 2024    | Re-Evolution     | Playing God              | Kevin Eastman e Tom Valzer  | Kevin Eastman e Tom Valzer | Esau e Isaac Escorza, Ben Bishop                         | Luis Antonio Delgado | Esau e Isaac Escorza                                  | Inedito                                                                         | n/a           |
| Ottobre 2024   | Re-Evolution     | Daydreams and nightmares | Kevin Eastman e Tom Valzer  | Kevin Eastman e Tom Valzer | Esau e Isaac Escorza, Ben Bishop                         | Luis Antonio Delgado | Esau e Isaac Escorza                                  | Inedito                                                                         | n/a           |
| Gennaio 2025   | Re-Evolution     | Secrets                  | Kevin Eastman e Tom Valzer  | Kevin Eastman e Tom Valzer | Esau e Isaac Escorza, Ben Bishop                         | Luis Antonio Delgado | Esau e Isaac Escorza                                  | Inedito                                                                         | n/a           |
| Aprile 2025    | Re-Evolution     | From the Ashes           | Kevin Eastman e Tom Valzer  | Kevin Eastman e Tom Valzer | Esau e Isaac Escorza, Ben Bishop                         | Luis Antonio Delgado | Esau e Isaac Escorza                                  | Inedito                                                                         | n/a           |

## Critica
Federico Beghin per Lo Spazio Bianco ha definito L'Ultimo Ronin "divertente e affascinante" sottolineando: "L’incipit e l’explicit sono molto efficaci, in particolare il finale è riuscito e forse si sarebbe retto in piedi anche senza l’epilogo, che in parte ne smorza il pathos e il dramma, ma che comunque tocca le corde del lettore e assicura la sopravvivenza della linea narrativa". Nonostante la presenza nel mezzo di alcuni passaggi "deboli" e la presenza di più disegnatori che potrebbe risultare fastidiosa, Beghin si congratula con gli autori per aver alimentato la curiosità del lettore in merito ai segreti della storia svelati man mano e con i disegnatori per aver reso la narrazione fluida e adrenalinica "gestendo in modo dinamico la costruzione delle tavole per consentire ai combattenti di sprigionare la loro potenza con coreografie spettacolari" con l'apporto di Luis Antonio Delgado ai colori.
Rory Wilding per AIPT Comics ha descritto come avvincente il modo i cui gli autori raccontano il viaggio solitario, tragico del protagonista specialmente quando è perseguitato dalle allucinazioni dei suoi cari defunti. Apprezza inoltre come vengono rappresentati temi già presenti in altre iterazioni come quello della famiglia, affermando infine che L'Ultimo Ronin funziona sia per i lettori di lunga data sia per i nuovi lettori interessati ad una versione "Il ritorno del Cavaliere Oscuro" delle Tartarughe Ninja seppure il livello di azione violenta potrebbe sorprendere negativamente i lettori più giovani.
La recensione del sito Need for Geek sottolinea il ritorno alle atmosfere delle origini fumettistiche delle Tartarughe Ninja, calato in un contesto che appartiene ad un genere dagli illustri predecessori, trova "azzeccata e doverosa" la scelta dell'identità dietro il misterioso protagonista, definendo la storia come particolarmente cupa, ma anche "di speranza, una celebrazione dell’intero franchise, una lettera d’amore per le Tartarughe Ninja" e affermando che L'Ultimo Ronin è "non solo una delle migliori storie delle Tartarughe Ninja mai realizzata ma uno dei migliori fumetti supereroistici degli ultimi anni".

## Adattamenti

### Videogiochi
Un adattamento videoludico d'azione in terza persona del fumetto è in sviluppo da parte di Black Forest Games che verrà rilasciato dalla THQ Nordic.

### Film
Ad Aprile 2024 è stato annunciato lo sviluppo di un adattamento cinematografico, dal vivo e vietato ai minori, del fumetto da parte della Paramount Pictures e sarà prodotto da Walter Hamada e scritto da Tyler Burton Smith.